# 弾性枕木直結軌道

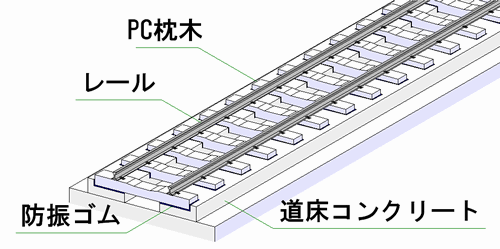
D型弾性枕木直結軌道

弾性枕木直結軌道（だんせいまくらぎちょっけつきどう）は、鉄道の線路あるいは軌道に使われる道床の一種。高架線路、地下鉄などに多く採用されている。

## 概要
バラスト軌道は路盤とレールの間にバラスト（砕石・砂利）を敷くが、弾性枕木直結軌道はコンクリート道床上に弾性材（ゴム）を介して枕木を固定している。スラブ軌道で分岐器を敷設する場合は特注品にしなければならないため、スラブ軌道が敷設された区間の分岐器の部分に敷設されることが多い。高架の継目がスラブの長さと合わない箇所や、高架の継目と線路が直交していない箇所にも敷設される。

## 特徴
バラスト軌道は列車の重量・振動などによる軌道の狂いが生じやすいため定期的な保守管理を必要とするが、弾性枕木直結軌道は弾性材を用いるため軌道の狂いが起こりにくく、保守管理の手間が低減されるメンテナンスフリーの省力化軌道である。バラスト軌道よりも設置費用が高い。
最新のD型では、従来の弾性枕木直結軌道とは異なり、道床を破壊せずに弾性材を交換することが可能になっている他、スラブ軌道よりも騒音・振動が少ない。D型は、つくばエクスプレスや福岡市地下鉄七隈線で全面採用されている。つくばエクスプレスでは騒音低下のため、消音バラストを散布している。
また、降雪期の鉄道車両下部には氷柱や氷塊が生じやすいが、バラスト軌道の場合にはこれらが車両から軌道に落ちてバラストが飛散し、車両本体や窓ガラスなどを損傷することがあるのに対し、消音バラストを散布していない弾性枕木直結軌道ではこの問題は発生しない。